# Dieci (Valerio Scanu)
Dieci è il settimo album in studio del cantautore italiano Valerio Scanu, pubblicato il 5 ottobre 2018 dall'etichetta indipendente NatyLoveYou e celebra i dieci anni di carriera del cantante.

## Il disco
L'album, prodotto da Enrico "Kikko" Palmosi, contiene dieci brani inediti, tanti quanti gli anni di carriera. Tra gli autori figurano, oltre allo stesso Scanu, Tony Maiello, Niccolò e Carlo Verrienti, Davide Papasidero, Saverio Grandi, Pierdavide Carone.
L'album ha debuttato direttamente alla seconda posizione della classifica FIMI, dopo essere stato per una settimana primo nella classifica ITunes.
Il disco è stato preceduto dal singolo Ed io pubblicato a marzo 2018, scritto da Tony Maiello e Simonetta Spiri.
A distanza di tre mesi pubblica il secondo singolo Capovolgo il mondo. Nel videoclip è presente la protagonista de Il collegio, Swami Caputo.
Il 5 ottobre, giorno di uscita del disco, viene pubblicato il singolo Inciampando dentro un'anima, scritto da Pierdavide Carone.
Il 26 aprile esce il quarto singolo Affrontiamoci.

## Tracce
1. Ed io (Tony Maiello e Simonetta Spiri)
2. Inciampando dentro un'anima (Pierdavide Carone)
3. Affrontiamoci (Giulia Capone, Niccolò Verrienti, Davide Papasidero)
4. Il tempo non cancella (Carlo Verrienti, Niccolò Verrienti)
5. Capovolgo il mondo (Emilio Munda, Davide Sartore, Diego Ceccon)
6. Dannata distanza (Mattia Foderà, Valerio Scanu, Fabio Vaccaro, Kikko Palmosi)
7. Paradiso e inferno (Saverio Grandi, Gabriele Oggiano)
8. Infrangibile (Diego Ceccon, Davide Sartore)
9. Un po' di tempo (testo: Tony Maiello, Kikko Palmosi, Marco Rettani, Sabatino Salvati)
10. L'ultimo spettacolo (Emilio Munda, Giulio Pretto)

## Classifiche

### Posizioni massime
| Classifica (2018) | Posizione massima |
| ----------------- | ----------------- |
| Italia            | 2                 |